# 竹原工業・流通団地
竹原工業・流通団地(たけはら こうぎょう・りゅうつうだんち)は、広島県竹原市北部の竹原市、東広島市、三原市の三つの市の接点に位置する工業団地である。

## 概要
- 所在地 竹原市新庄町乙井谷
- 事業主体　広島県
- 面積:総面積41.2ha(造成面積:255,405㎡、残地森林156,758㎡)
- 分譲面積　13.8ha
- 地域指定等 工場適地、低開発地域工業開発地区、高度技術産学連携地域
- 都市計画区分　未線引都市計画区域
- 用途地域　工業地域(建ペイ率60%、容積率200%)

## アクセス
- 広島空港から3Km
- 山陽自動車道河内インターチェンジから5Km、本郷インターチェンジから7Km
- 国道2号線から4Km

## 進出企業
- トーヨー塗装
- ビットアイル
- ジャペル
- シーエックスアール